# Македонски лист (1925)
„Македонски лист“ е вестник близък до Вътрешната македонска революционна организация. Издание е на Македонското братство „Т. Давидов“ в Ловеч. Печата се в печатница „Светлина“ на Ст. Рясков. Излиза в един брой на 5 юли 1925 година.